# Дискретное преобразование Фурье
Дискретное преобразование Фурье (в англоязычной литературе DFT, Discrete Fourier Transform) — это одно из преобразований Фурье, широко применяемых в алгоритмах цифровой обработки сигналов (его модификации применяются в сжатии звука в MP3, сжатии изображений в JPEG и др.), а также в других областях, связанных с анализом частот в дискретном (к примеру, оцифрованном аналоговом) сигнале.
Дискретные преобразования Фурье помогают решать дифференциальные уравнения в частных производных и выполнять такие операции, как свёртки. Дискретные преобразования Фурье также активно используются в статистике, при анализе временных рядов. Существуют многомерные дискретные преобразования Фурье.
Дискретное преобразование Фурье требует в качестве входа дискретную функцию. Такие функции часто создаются путём дискретизации (выборки значений из непрерывных функций). 

## Формулы преобразований
Прямое преобразование:
{\displaystyle X_{k}=\sum _{n=0}^{N-1}x_{n}e^{-{\frac {2\pi i}{N}}kn}=\sum _{n=0}^{N-1}x_{n}{\Big (}\cos(2\pi kn/N)-i\cdot \sin(2\pi kn/N){\Big )},\qquad k=0,\dots ,N-1.}
Обратное преобразование:
{\displaystyle x_{n}={\frac {1}{N}}\sum _{k=0}^{N-1}X_{k}e^{{\frac {2\pi i}{N}}kn}={\frac {1}{N}}\sum _{k=0}^{N-1}X_{k}{\Big (}\cos(2\pi kn/N)+i\cdot \sin(2\pi kn/N){\Big )},\qquad n=0,\dots ,N-1.}
Вторая часть выражения следует из первой по формуле Эйлера.
Обозначения:
- {\displaystyle N} — количество значений сигнала, измеренных за период, а также количество компонент разложения;

- {\displaystyle x_{n},\quad n=0,\dots ,N-1,} — измеренные значения сигнала (в дискретных временных точках с номерами {\displaystyle n=0,\dots ,N-1}), которые являются входными данными для прямого преобразования и выходными для обратного;

- {\displaystyle X_{k},\quad k=0,\dots ,N-1,} — {\displaystyle N} комплексных амплитуд синусоидальных сигналов, слагающих исходный сигнал; являются выходными данными для прямого преобразования и входными для обратного; поскольку амплитуды комплексные, то по ним можно вычислить одновременно и амплитуду, и фазу;

- {\displaystyle |X_{k}| \over N} — обычная (вещественная) амплитуда {\displaystyle k}-го синусоидального сигнала;

- {\displaystyle \arg(X_{k})} — фаза {\displaystyle k}-го синусоидального сигнала (аргумент комплексного числа);

- {\displaystyle k} — индекс частоты. Частота {\displaystyle k}-го сигнала равна {\displaystyle {\frac {k}{T}}}, где {\displaystyle T} — период времени, в течение которого брались входные данные.

Из последнего видно, что преобразование раскладывает сигнал на синусоидальные составляющие (которые называются гармониками) с частотами от {\displaystyle 1} колебания за период до {\displaystyle N-1} колебаний за период (плюс константа). Поскольку частота дискретизации сама по себе равна {\displaystyle N} отсчётов за период, то высокочастотные составляющие не могут быть корректно отображены — возникает муаровый эффект. Это приводит к тому, что вторая половина из {\displaystyle N} комплексных амплитуд, фактически, является зеркальным отображением первой и не несёт дополнительной информации.

## Вывод преобразования
Рассмотрим некоторый периодический сигнал {\displaystyle x(t)} c периодом, равным T. Разложим его в ряд Фурье:
{\displaystyle x(t)=\sum _{k=-\infty }^{+\infty }c_{k}e^{i\omega _{k}t},\qquad \omega _{k}={\frac {2\pi k}{T}}.}
Проведем дискретизацию сигнала так, чтобы на периоде было N отсчетов. Дискретный сигнал представим в виде отсчетов: {\displaystyle x_{n}=x(t_{n})}, где {\displaystyle t_{n}={\frac {n}{N}}T}, тогда эти отсчеты через ряд Фурье запишутся следующим образом:
{\displaystyle x_{n}=\sum _{k=-\infty }^{+\infty }c_{k}e^{i\omega _{k}t_{n}}=\sum _{k=-\infty }^{+\infty }c_{k}e^{{\frac {2\pi i}{N}}kn}.}
Используя соотношение {\displaystyle e^{{\frac {2\pi i}{N}}\left(k+mN\right)n}=e^{{\frac {2\pi i}{N}}kn}}, получаем:
{\displaystyle x_{n}=\sum _{k=0}^{N-1}X_{k}e^{{\frac {2\pi i}{N}}kn},}     где     {\displaystyle \qquad X_{k}=\sum _{l=-\infty }^{+\infty }c_{k+lN}.}
Таким образом мы получили обратное дискретное преобразование Фурье.
Умножим теперь скалярно выражение для {\displaystyle x_{n}} на {\displaystyle e^{-{\frac {2\pi i}{N}}mn}} и получим:
{\displaystyle \sum _{n=0}^{N-1}x_{n}e^{-{\frac {2\pi i}{N}}mn}=\sum _{k=0}^{N-1}\sum _{n=0}^{N-1}X_{k}e^{{\frac {2\pi i}{N}}(k-m)n}=\sum _{k=0}^{N-1}X_{k}{\frac {1-e^{2\pi i(k-m)}}{1-e^{\frac {2\pi i(k-m)}{N}}}}=\sum _{k=0}^{N-1}X_{k}N\delta _{km}.}
Здесь использованы: а) выражение для суммы конечного числа членов (экспонент) геометрической прогрессии, и б) выражение символа Кронекера как предела отношения функций Эйлера для комплексных чисел. Отсюда следует, что:
{\displaystyle X_{k}={\frac {1}{N}}\sum _{n=0}^{N-1}x_{n}e^{-{\frac {2\pi i}{N}}kn}.}
Эта формула описывает прямое дискретное преобразование Фурье.
В литературе принято писать множитель {\displaystyle {\frac {1}{N}}} в обратном преобразовании, и поэтому обычно пишут формулы преобразования в следующем виде:
{\displaystyle X_{n}=\sum _{m=0}^{N-1}x_{m}e^{-{\frac {2\pi i}{N}}nm},\qquad x_{m}={\frac {1}{N}}\sum _{n=0}^{N-1}X_{n}e^{{\frac {2\pi i}{N}}mn}.}
Иногда можно встретить симметричную форму записи преобразования
{\displaystyle X_{n}={\frac {1}{\sqrt {N}}}\sum _{m=0}^{N-1}x_{m}e^{-{\frac {2\pi i}{N}}nm},\qquad x_{m}={\frac {1}{\sqrt {N}}}\sum _{n=0}^{N-1}X_{n}e^{{\frac {2\pi i}{N}}mn}.}

## Матричное представление
Дискретное преобразование Фурье является линейным преобразованием, которое переводит вектор временных отсчётов {\displaystyle {\vec {x}}} в вектор спектральных отсчётов той же длины. Таким образом преобразование может быть реализовано как умножение симметричной квадратной матрицы на вектор:
{\displaystyle {\vec {X}}={\mathcal {F}}{\vec {x}},}
матрица {\displaystyle {\mathcal {F}}} имеет вид:
{\textstyle {\mathcal {F}}={\frac {1}{\sqrt {n}}}{\begin{pmatrix}1&1&1&1&\ldots &1\\1&\omega _{n}&\omega _{n}^{2}&\omega _{n}^{3}&\ldots &\omega _{n}^{n-1}\\1&\omega _{n}^{2}&\omega _{n}^{4}&\omega _{n}^{6}&\ldots &\omega _{n}^{2(n-1)}\\1&\omega _{n}^{3}&\omega _{n}^{6}&\omega _{n}^{9}&\ldots &\omega _{n}^{3(n-1)}\\\vdots &\vdots &\vdots &\vdots &\ddots &\vdots \\1&\omega _{n}^{n-1}&\omega _{n}^{2(n-1)}&\omega _{n}^{3(n-1)}&\ldots &\omega _{n}^{(n-1)^{2}}\end{pmatrix}}.}
Элементы матрицы задаются следующей формулой:
{\displaystyle {\mathcal {F}}(j,k)=\omega _{n}^{(j-1)(k-1)}}, где {\displaystyle \omega _{n}=e^{-{\frac {2\pi i}{n}}}}.
Собственные числа матрицы — корни четвёртой степени из единицы {\displaystyle \{1,-1,i,-i\}}, имеющие кратность {\textstyle \lfloor {\frac {n+4}{4}}\rfloor }, {\textstyle \lfloor {\frac {n+2}{4}}\rfloor }, {\textstyle \lfloor {\frac {n+1}{4}}\rfloor } и {\textstyle \lfloor {\frac {n-1}{4}}\rfloor } соответственно, где {\displaystyle \lfloor x\rfloor } — округлённое вниз число {\displaystyle x}.

## Применение к умножению чисел
Дискретное преобразование Фурье вектора {\displaystyle (a_{0};a_{1};\dots ;a_{n-1})} может быть интерпретировано как вычисление значений многочлена {\displaystyle p(x)=a_{0}+a_{1}x+\dots +a_{n-1}x^{n-1}} в корнях из единицы {\displaystyle x_{0}=1}, {\displaystyle x_{1}=\omega _{n}}, {\displaystyle x_{2}=\omega _{n}^{2}}, …, {\displaystyle x_{n-1}=\omega _{n}^{n-1}}.
Значения многочлена {\displaystyle n}-й степени в {\displaystyle n+1} точках однозначно определяют сам многочлен. В то же время, если {\displaystyle p(x)=a} и {\displaystyle q(x)=b}, то {\displaystyle (p\cdot q)(x)=ab}, потому по значениям многочленов {\displaystyle p(x)} и {\displaystyle q(x)} можно также определить значения в тех же точках многочлена {\displaystyle p\cdot q} и восстановить его обратным дискретным преобразованием Фурье.
Так как любое число представимо в виде многочлена от основания системы счисления {\displaystyle N=a_{n-1}\dots a_{1}a_{0}=a_{0}+a_{1}\cdot 10+\dots +a_{n-1}\cdot 10^{n-1}}, умножение двух чисел может быть в свою очередь сведено к умножению двух многочленов и нормализации результата.

## Свойства
1. Линейность
{\displaystyle {ax(n)+by(n)}\longleftrightarrow {aX(k)+bY(k)}.}
2. Сдвиг по времени
{\displaystyle {x(n-m)}\longleftrightarrow X(k)e^{-{\frac {2\pi i}{N}}km}.}
3. Периодичность
{\displaystyle X(k+rN)=X(k),r\in \mathbb {Z} .}
4. Выполняется Теорема Парсеваля.
5. Обладает спектральной плотностью 
{\displaystyle S(k)=|X(k)|^{2}.}
6. {\displaystyle x(n)\in \mathbb {R} ,} 
 {\displaystyle X(0)\in \mathbb {R} ,} 
 {\displaystyle N\mod 2=0\Rightarrow X(N/2)\in \mathbb {R} .} Нулевая гармоника является суммой значений сигнала.